# A Vida Fluminense
A Vida Fluminense foi uma revista ilustrada brasileira publicada na cidade do Rio de Janeiro entre os anos de 1868 e 1875. A publicação tinha uma peridiocidade semanal.

## História
A primeira edição foi lançada em 4 de janeiro de 1868, a revista sucedeu a publicação O Arlequim (1867-1868). O primeiro diretor artístico e ilustrador foi o italiano da província de Piemonte Angelo Agostini,sucedido na direção da revista pelo jornalista, caricaturista, ilustrador e professor brasileiro  Cândido Aragonez de Faria . Trabalharam também como jornalistas   Antonio Pedro Marques de Almeida (?-1886) e Augusto de Castro (1833-1871), completavam o quadro como ilustradores V. Mola e Luigi Borgomainerio (1836-1876).
Em 30 de janeiro de 1869 a revista publicou a primeira história em quadrinhos do Brasil, com  título As aventuras Nho Quim ou as impressões de uma viagem à corte.
O principal tema coberto pela A Vida Fluminense foi a Guerra do Paraguai. Após 417 exemplares publicados, o último número circulou em 1875.

## Bibliografía
- Augusto, José Carlos (2009). «A Vida Fluminense, "folha joco-séria-illustrada" (1868-1875)». XXXII Congresso Brasileiro de Ciências da Comunicação – Curitiba, PR – 4 a 7 de setembro de 2009 (PDF). [S.l.]: Intercom
- Lucas, Ricardo Jorge de Lucena; VII Encontro Nacional de História da Mídia Unicentro, Guarapava-PR, 28 a 30 de abril de 2011 (2011). «Angelo Agostini e A Vida Fluminense: primórdios da infografía na imprensa brasileira?» (PDF). Associação Brasileira de Pesquisadores de História da Mídia. ISSN 1580-1780
- Machado Lopes, Aristeu Elisandro (2010). «Balaban, Marcelo. Poeta do Lápis. Sátira e política na trajetória de Angelo Agostini no Brasil Imperial (1864-1888). São Paulo: Editora da UNICAMP, 2009, 469p.» (PDF). Dialogos - Revista do Departamento de Historia e do Programa de Pós-Graduação em História. 14 (2). Maringá: Universidade Estadual de Maringá. pp. 431–435. ISSN 1415-9945

## Ilustrações publicadas

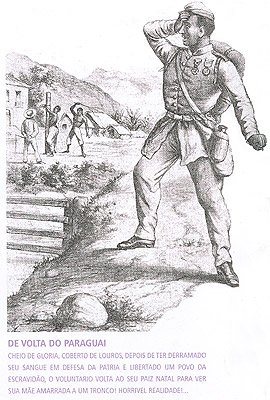
De Volta do Paraguai
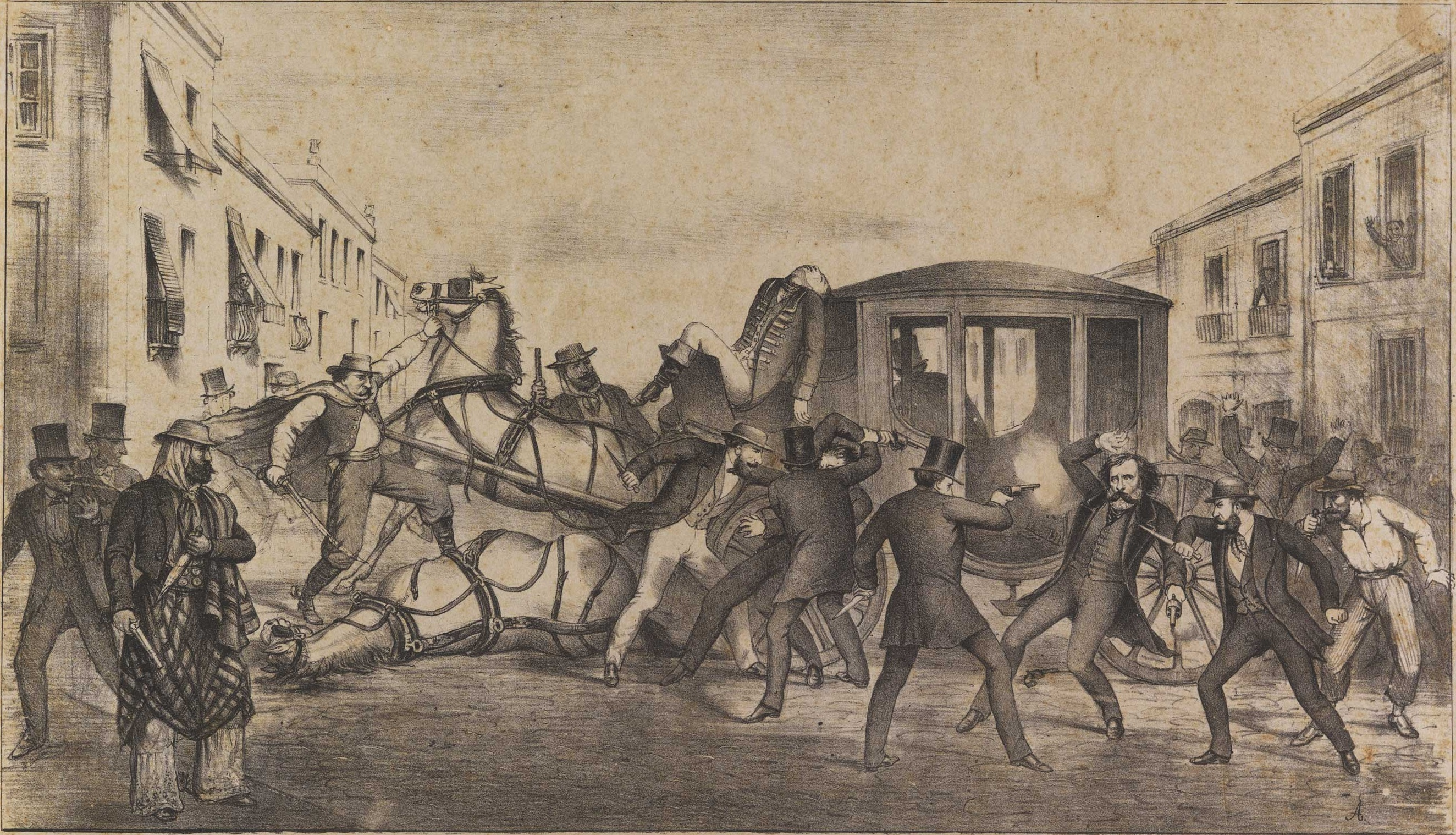
Assassinato do General D Venancio Flores
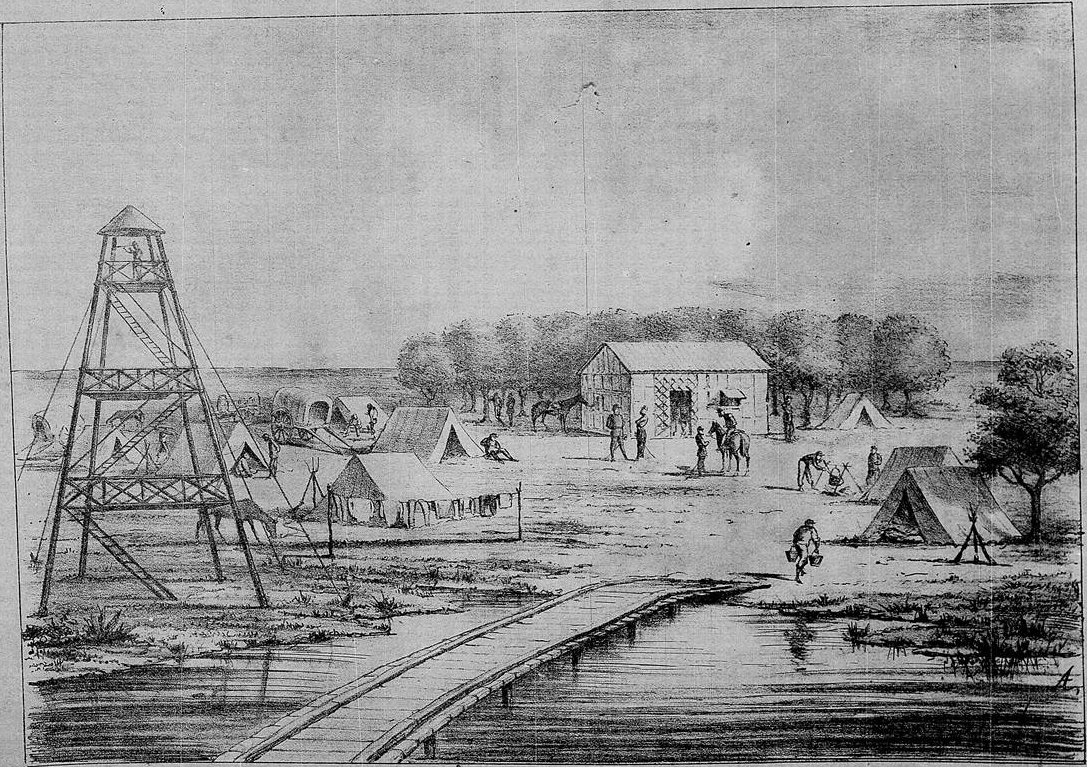
Barraca e mangrulho do Exm. Sr. Marquez de Caxias em Parê-cuê
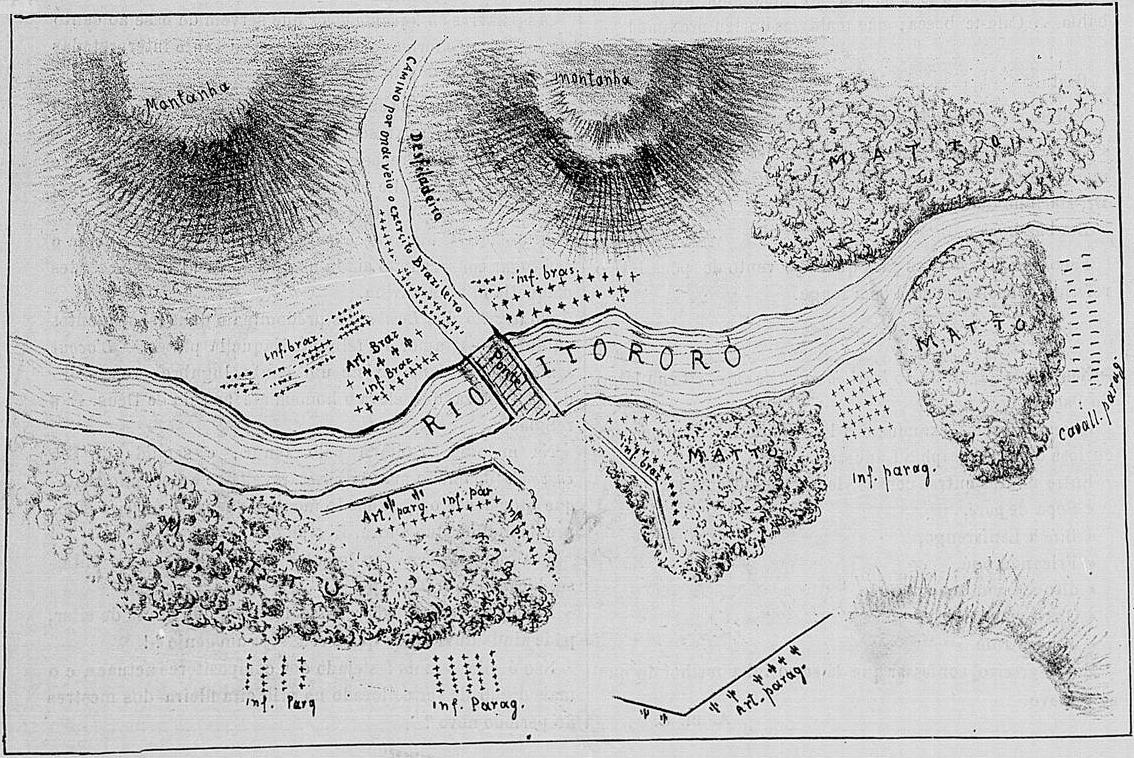
Planta Authentica da Batalha de Itororó
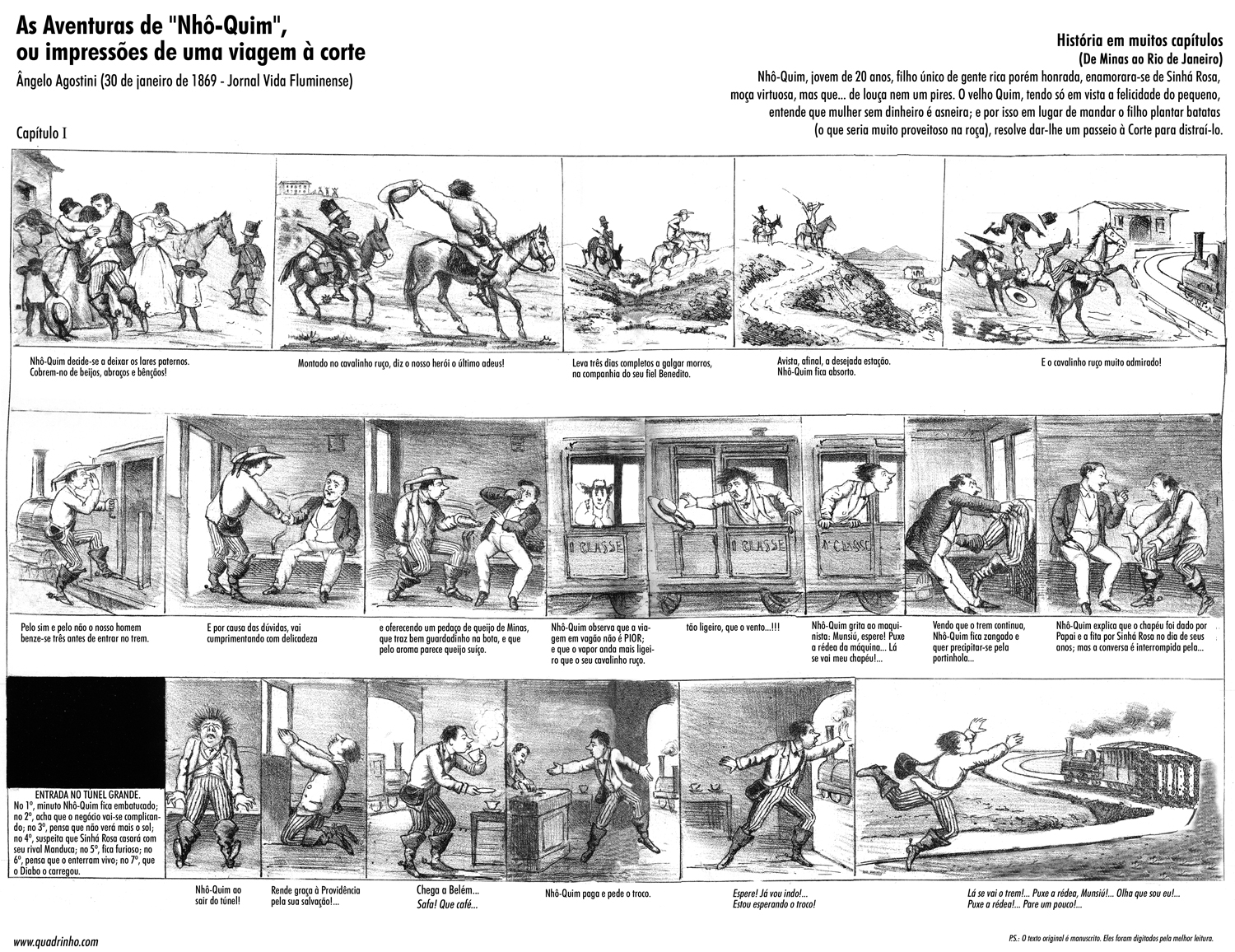
As Aventuras de Nhô Quim ou Impressões de Uma Viagem à Corte, a primeira histórias em quadrinhos do Brasil